# Петер Арбнорі
Петер Філіп Арбнорі (алб. Pjetër Filip Arbnori; 18 січня 1935, Дуррес, Албанське королівство — 8 липня 2006, Неаполь, Італія) — албанський політичний діяч, дисидент та правозахисник. Був в'язнем албанського ГУЛАГу. Він отримав звання «Мандели Балкан».

## Біографія
Арбнорі походив з католицької родини. Він був сином албанського офіцера жандармерії, вбитого комуністичними партизанами. Після здобуття середньої освіти працював викладачем у невеликій сільській школі, але був призваний до армії і через «погане походження» не міг повернутися до роботи в школі. По завершенню військової служби переїхав до Дурреса і почав роботу як батрак. Використав підроблені документи на ім'я Pjeter Arbnori, аби потрапити у коледж при Університеті Тирани, де він вчився 3 роки. Заарештований Сігурімі (таємна поліція) у 1961 році, коли намагалися створити нелегальну соціал-демократичну організації. Суд засудив його до смертної кари, але виконання зупинено і перетворено на 25 років тюремного ув'язнення. Більшість часу провів у в'язниці Буррелі. Був випущений у 1989, відсидівши 28 років. У 1991 році він приєднався до Демократичної партії Албанії, співзасновник структури партії у Шкодері. Після виборів у 1992 очолював парламент Албанії до 1997.
Помер від ішемічної хвороби серця. Посмертно він був нагороджений орденом Матері Терези, а у 2011 році — орденом Nderi i Kombit (Честь нації).
На додаток до спогадів і романів, він переклав з французької.